# Comando de Base Aérea 14/VII
El Comando de Base Aérea 14/VII (Flug-Hafen-Bereichs-Kommando 14/VII) fue una unidad de la Luftwaffe durante la Segunda Guerra Mundial.

## Historia
Fue formado el 15 de junio de 1944 en Fürth, a partir del Comando de Base Aérea 11/XII.

## Comandantes
- Coronel Hans-Leopold Boehmer – (15 de junio de 1944 – 11 de julio de 1944)
- Teniente coronel Ing. Dipl. Fritz Kolb – (11 de julio de 1944 – mayo de 1945)

## Servicios
- junio de 1944 – diciembre de 1944: en Fürth bajo el VII Comando Administrativo Aéreo.
- diciembre de 1944 – mayo de 1945: en Wickelsgreuth bei Ansbach bajo VII Comando Administrativo Aéreo.

## Orden de Batalla

### Unidades subordinadas
- Comando de Aeródromo A (o) 28/VII en Illesheim (junio de 1944 – mayo de 1945)
- Comando de Aeródromo A (o) 29/VII en Herzogenaurach (junio de 1944 – mayo de 1945)
- Comando de Aeródromo A (o) 30/VII en Bayreuth-Bindlach (junio de 1944 – mayo de 1945)
- Comando de Aeródromo A (o) 31/VII en Ansbach (junio de 1944 – mayo de 1945)
- Comando de Aeródromo A (o) 32/VII en Fürth (junio de 1944 – mayo de 1945)
- Comando de Aeródromo A (o) 33/VII en Roth (junio de 1944 – mayo de 1945)
- Comando de Aeródromo A (o) 34/VII en Straubing (junio de 1944 – mayo de 1945)
- Comando de Aeródromo A (o) 35/VII en Pocking (junio de 1944 – mayo de 1945)
- Comando de Aeródromo A (o) 36/VII en Schweinfurt (junio de 1944 – septiembre de 1944)
- Comando de Aeródromo E (v) 208/VII en Landau-Isar (octubre de 1944 – diciembre de 1944)
- Comando de Aeródromo E (v) 219/XII en Ratisbona-Obertraubling (noviembre de 1944 – mayo de 1945)
- Comando de Aeródromo E (v) 242/XII en Unterschlauersbach (septiembre de 1944 – mayo de 1945)